# Cercocarpus mojadensis
Cercocarpus mojadensis là loài thực vật có hoa trong họ Hoa hồng. Loài này được C.K. Schneid. mô tả khoa học đầu tiên năm 1905.